# Babcia, my i gangsterzy
Babcia, my i gangsterzy – powieść Ewy Ostrowskiej wydana w 2007 roku. Jest to kontynuacja książki Mama, Kaśka, ja i gangsterzy.
Tym razem główną bohaterką jest córka Dankowskiej – 14-letnia Karolina Jodłowska (Karol), nienawidząca być dziewczyną, uczennica, która skończyła pierwszą gimnazjum. Ma ona brata bliźniaka zwanego Gogusiem, który naprawdę ma na imię Maciek. Jej matką jest Danuta Jodłowska (przed ślubem Sosnowska), główna bohaterka poprzedniej części. Natomiast jej babcią jest Barbara Piotrowska (przed drugim zamążpójściem Sosnowska).
Akcja toczy się w czasie wakacji. Babcia i Karol postanawiają duchowo odmienić Gogusia, który odizolował się od całej rodziny, aby spędzać czas przed komputerem i uczyć się piątego języka obcego. Zamierzają udawać przemytników narkotyków. W tym celu kupują 20 kilogramów mąki kartoflanej, dzielą je na działki po 1 gram i rozrzucają po całym domu. Piszą też ostrzeżenie do Gogusia. 
Pewnego dnia Karol zlepia sobie nos i palce klejem Kropelka. Po rozlepieniu posklejanych części ciała przez lekarza i wyjściu z ośrodka zdrowia, Karol zauważa nienagannie ubranego faceta, który udaje reportera telewizyjnego.
Wkrótce potem, dziewczyna poznaje Topielca, który jest jednym z członków prawdziwej mafii narkotykowej. Następnie razem z babcią udaje się na tzw. Wyspę Przemytników, która otoczona jest z każdej strony bagnem. Po tym wydarzeniu pani Piotrowska postanawia zaprzestać takich dziecinad, na co Karol się nie zgadza.
Niedługo potem zyskują nieoczekiwanego sojusznika Gogusia. W czasie rozmowy z Gogusiem, dzwoni dzwonek do drzwi i pojawia się następny podejrzany typek: pisarz, który chce spędzić wakacje na Mazurach i napisać nową powieść. 
Babcia i wnuki postanawiają podsłuchać pana pisarza i odkrywają, że od dawna ich śledził.
I nagle, po odsłuchaniu rozmowy „pisarza”, Karol odkrywa, że „mąka kartoflana” to tak naprawdę narkotyk. W końcu cały plan się wydaje, ale przynosi zamierzony skutek – Goguś zmienia się z potwora w normalnego, kochającego swoją rodzinę nastolatka.
Karol zamierza uratować swoją rodzinę i biegnie w tym celu do domu pana Adama, leśniczego z pobliskiego lasu. Tam zastaje nadkomisarza Jana Śledzińskiego, który na początku wyjaśnień Karoliny twierdził, iż to ona i jej babcia przemycają narkotyki. Jednak wszystko się wyjaśnia i rodzina Karol zostaje oczyszczona z zarzutów.
A Karol postanawia pogodzić się z byciem dziewczyną- zapuszcza włosy i pozwala mówić do siebie Karolina.

## Bohaterowie
Karolina (Karol) Jodłowska – córka Danuty Jodłowskiej i Pawła Jodłowskiego. Nienawidziła być dziewczyną, ale w końcu postanowiła się z tym pogodzić. Ma genialnego brata bliźniaka, który w wieku czternastu lat zdał maturę i jest studentem pierwszego roku matematyki i fizyki. Razem z babcią zaplanowała duchową przemianę swego brata.
Maciej Jodłowski (Goguś) – syn Danuty Jodłowskiej i Pawła Jodłowskiego. Brat Karoliny. Choć ma 14 lat zdał maturę i jest studentem pierwszego roku matematyki i fizyki. Na początku powieści zachowywał się jak potwór w stosunku do swojej rodziny, ale gdy zdał sobie sprawę jakie niebezpieczeństwo jej grozi, uświadomił sobie, że tak naprawdę bardzo kocha swoją siostrę, mamę, ciocię i babcię.
Danuta Jodłowska (Dankowska, Jastrzębie Ucho) – córka Barbary Piotrowskiej, siostra Katarzyny Sosnowskiej, matka Karoliny i Macieja Jodłowskich. Mając 19 lat wyszła za mąż za Pawła Jodłowskiego. Ale historia zatoczyła koło, choć jej biologiczny ojciec nie okazał, aż takiego okrucieństwa w stosunku do jej matki, a mianowicie nie wyrzucił jej z domu przy temp. -20·C, tylko sam się wyprowadził. Teraz jest przedszkolanką, choć marzyła, by zostać wybitnym kardiochirurgiem dziecięcym.
Katarzyna Sosnowska (Wysmukła Łania) – siostra Dankowskiej. Jest habilitującym się doktorem filozofii. Jest w dalszym ciągu panną i nie zamierza mieć dzieci, ponieważ jest obciążona genetycznie urodzeniem bliźniaków. Tak, jak siostra ma 34 lata, jest smukła i wysoka.
Barbara Piotrowska (Rącza Gazela) – wdowa po Andrzeju Piotrowskim. Ma 54 lata. Ciągle jest zwariowaną osobą tak, jak w młodości. Jest właścicielką niebieskiego garbusa w różowe margerytki. Pobiła rekord, wyławiając ponad 25-kilowego szczupaka, który mierzył 149 centymetrów. Zaplanowała z wnuczką duchową odmianę Gogusia.
pan Adam – leśniczy z pobliskiego lasu, znajomy klanu Piotrowsko-Jodłowsko-Sosnowskich.
gangsterzy – przemytnicy narkotyków, którzy chcieli utopić babcię i jej wnuczkę w bagnie.
Heloiza – sprzedała "mąkę kartoflaną" Barbarze Piotrowskiej i jej wnuczce, Została za to utopiona w bagnie przez gangsterów.
Andrzej Piotrowski – niestety znamy go tylko z opowieści Karoliny, ponieważ umarł on mając 70 lat. Był ojczymem Kaśki i Danki, ale dziewczęta traktowały go jak prawdziwego ojca.